# Siły specjalne

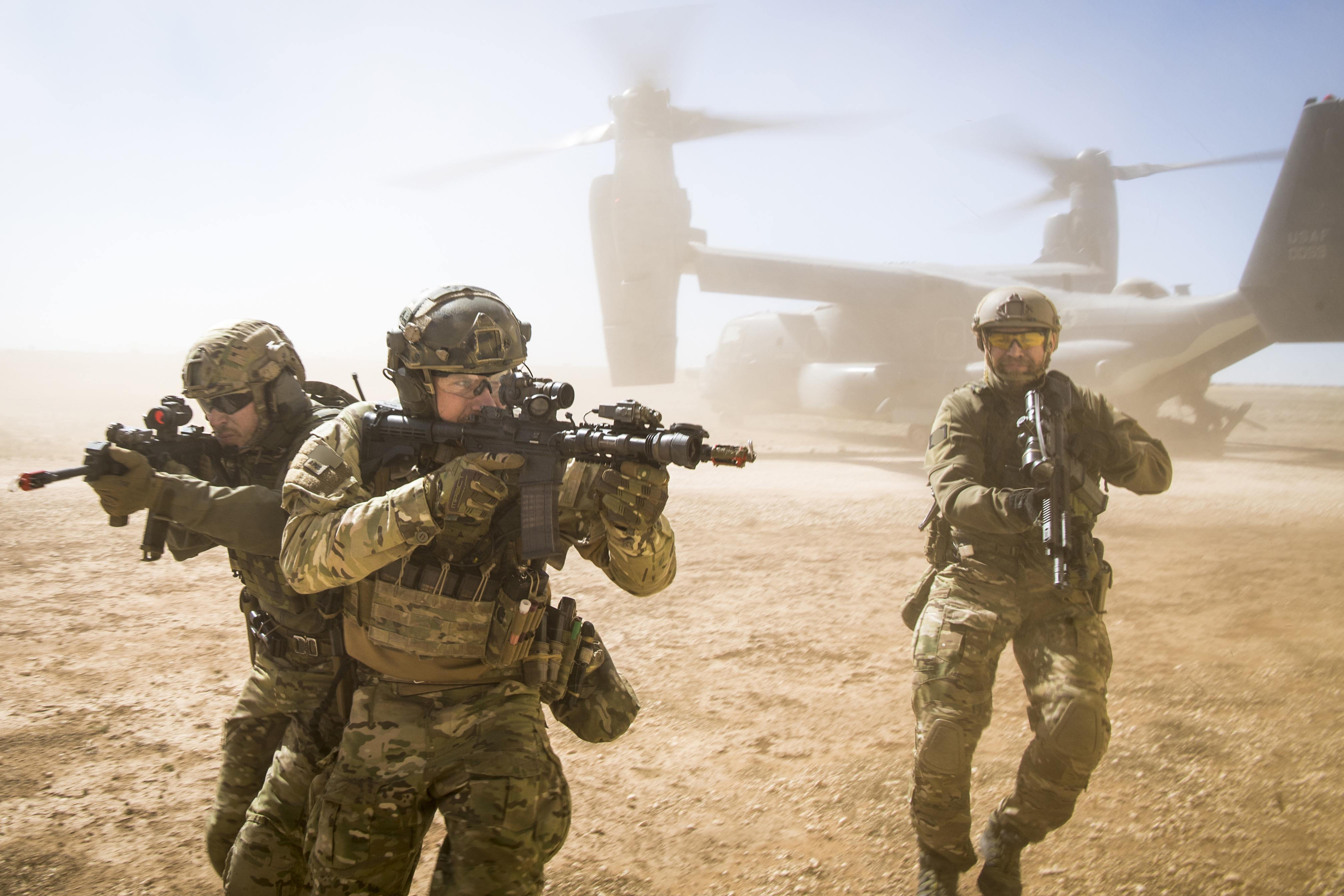
Żołnierze amerykańskich sił specjalnych

Siły specjalne (wojska/jednostki specjalne, pot. komandosi) – elitarne wysoce wyspecjalizowane formacje wojskowe, policyjne lub innych służb mundurowych przeznaczone do wykonywania zadań specjalnych, niekonwencjonalnych oraz nadzwyczaj trudnych.
Gwałtowny rozwój sił specjalnych nastąpił podczas II wojny światowej. Obecnie jednostki tego typu wchodzą w skład sił zbrojnych lub policyjnych dużej liczby państw świata.

## Charakterystyka
Do zakresu działań sił specjalnych zaliczają się między innymi akcje antyterrorystyczne, rozpoznawcze (dalekiego bądź specjalnego rozpoznania ) oraz dywersyjne. Do formacji tego typu rekrutowani są wyselekcjonowani żołnierze lub funkcjonariusze cechujący się ponadprzeciętną wytrzymałością psycho-fizyczną. Członkowie sił specjalnych przechodzą specjalistyczne przeszkolenie i wyposażani są z reguły w wysokiej jakości uzbrojenie i oporządzenie umożliwiające im wykonywanie zadań w zróżnicowanych warunkach.

## Etymologia określenia „komandosi“

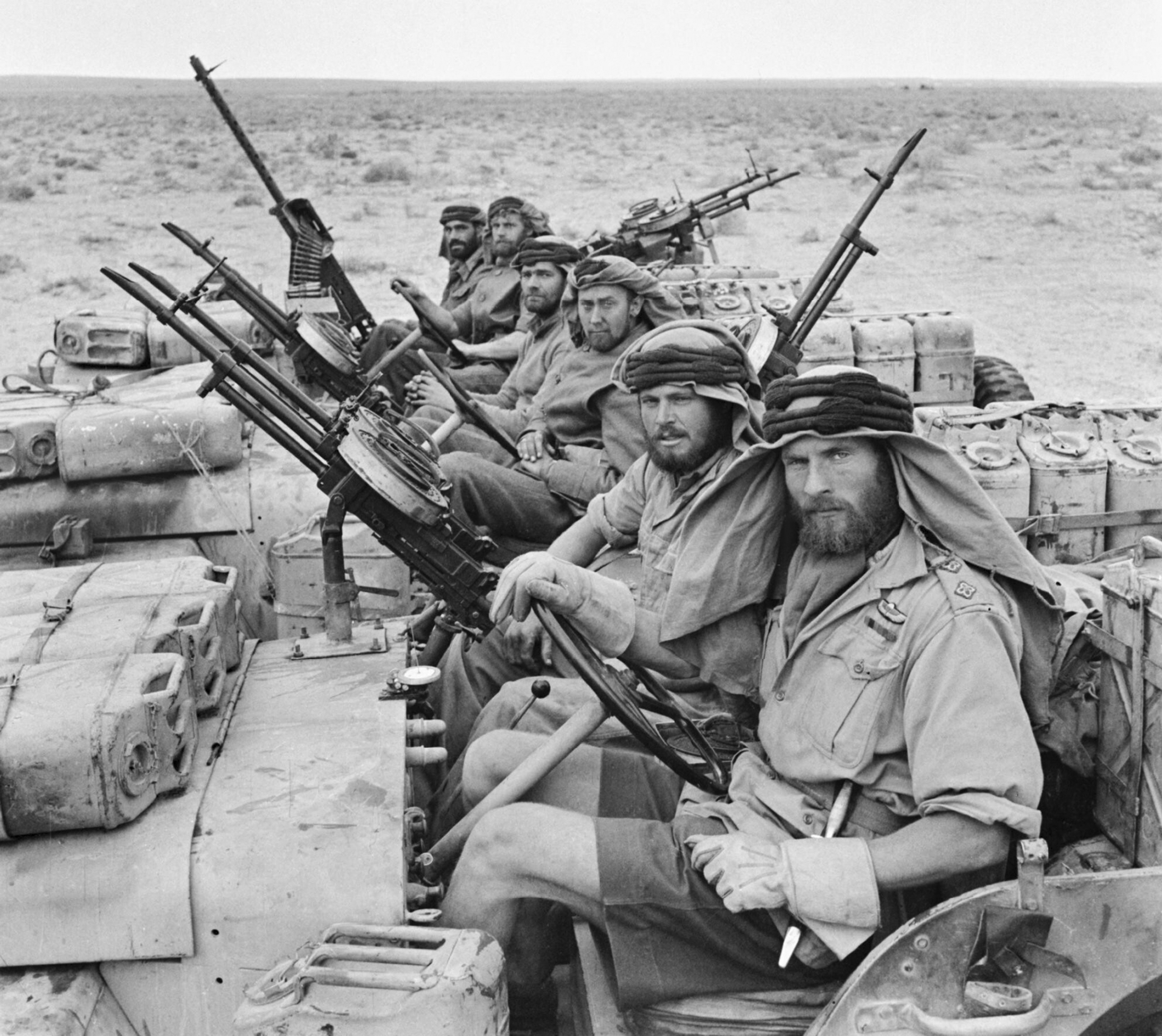
Brytyjscy komandosi SAS w Afryce Północnej (1943)

Określenie „komandos“ pochodzi od portugalskiego słowa comando („rozkaz“). Swoje współczesne znaczenie wywodzi od burskich konnych oddziałów o charakterze milicyjnym zwanych kommando, które wsławiły się walkami partyzanckimi z armią brytyjską podczas wojen burskich. Słowo to zostało następnie zapożyczone przez Brytyjczyków podczas II wojny światowej, którzy mianem Commando nazywali tworzone od 1940 roku oddziały przeznaczone do działań rajdowych na terenach okupowanych przez przeciwnika.

## W Polsce
W Siłach Zbrojnych Rzeczypospolitej Polskiej funkcjonuje sześć jednostek wojskowych przeznaczonych do realizacji zadań w ramach operacji specjalnych:
- Jednostka Wojskowa AGAT
- Jednostka Wojskowa Formoza
- Jednostka Wojskowa GROM
- Jednostka Wojskowa Komandosów
- Jednostka Wojskowa Nil
- 7 Eskadra Działań Specjalnych